# Krajta pestrá
Krajta pestrá (Python curtus) je had z čeledi krajty. Žije v jihovýchodní Asii. Dorůstá délky obvykle do 2 metrů. Živí se králíky, myšmi, křečky, psy, kočkami a krysami.